# Маккорори, Франсена
Франсена Маккорори (род. 20 октября 1988 года, Хэмптон, шт. Виргиния, США) — американская легкоатлетка, спринтер, чемпионка Олимпийских игр 2012 года и чемпионка мира 2011 года в эстафете 4×400 м, рекордсменка США в беге на 400 метров в залах.
Франсена Маккорори училась в средней школе Бетель в своём родном городе Хемптон, где проявила свой спортивный талант в длинном спринте. Примечательно её выступление в эстафете на школьных соревнованиях Восточного региона штата Виргиния 2005 года, где Маккорори приняла эстафетную палочку на 80 метров позади лидера и вывела свою команду на первое место, обогнав шестерых участниц. Позднее она установила рекорд США для средних школ на дистанции 400 метров — 51,93 с, превысив предыдущий рекорд, установленный будущей чемпионкой мира Саней Ричардс.
После окончания средней школы Маккорори продолжила образование в Хемптонском университете. В 2009 году она победила на студенческом чемпионате США в помещении и заняла третье место в студенческом чемпионате США на открытом воздухе. В 2010 году на студенческом чемпионате США в залах в Фейетвилле она победила с результатом 50,54 с, более чем на секунду превысив державшийся 19 лет рекорд США для залов, установленный Дайен Диксон. В том же году на студенческом чемпионате США на стадионе она победила с результатом 50,69 с. Через несколько недель после этого на чемпионате США она улучшила личный рекорд до 50,52 с, завоевав серебряную медаль.
После окончания Хемптонского университета на чемпионате США 2011 года она довела свой личный рекорд до 50,49 с и попала в сборную США на чемпионат мира в Тэгу. Через месяц в Монако она показала 50,29 с, затем в полуфинале чемпионата мира — 50,24 с. В финале чемпионата мира она была только четвёртой с результатом 50,45 c. Несколько дней спустя она стала чемпионкой мира в эстафете 4×400 м, где бежала за сборную США на заключительном этапе.
В 2012 году Маккорори улучшила свой личный рекорд до 50,06 с на соревнованиях Гран-при Адидас, затем заняла третье место в отборочных олимпийских соревнованиях вслед за Саней Ричардс и Диди Троттер. В финале Олимпийских игр на дистанции 400 метров она была седьмой с результатом 50,33 с, а затем в составе сборной США завоевала золотую медаль в эстафете 4×400 м.

## Результаты
Лучшие результаты по годам и место в списке мирового сезона
| Год   | 2008  | 2009  | 2010  | 2011  | 2012  |
| ----- | ----- | ----- | ----- | ----- | ----- |
| 400 м | 51,54 | 50,58 | 50,52 | 50,24 | 50,06 |
| Место | 53    | 17    | 11    | 8     | 10    |